# Bis zum bitteren Ende (Album)
Bis zum bitteren Ende ist das erste Livealbum der Punkrockband Die Toten Hosen. Es wurde im Laufe des Jahres 1987 während verschiedener Konzerte der Tour mit dem Titel Ein bunter Abend für eine schwarze Republik aufgenommen, von Jon Caffery produziert und Ende des Jahres 1987 über das Label Virgin Records veröffentlicht. Es erreichte Platz 23 der deutschen Albencharts und war bis Mitte der 1990er Jahre das Album mit den zweithöchsten Verkaufszahlen einer deutschen Band.

## Covergestaltung
Das Frontcover, in orange und schwarz gehalten, gestaltet von der Die Hosen Cover AG und LMP, zeigt die Aufschrift Die Toten Hosen und den Titel des Albums vor einem Hintergrund von gelben, lachenden Totenköpfen.
Das Begleitheft enthält Zeitungsausschnitte, Konzertfotos und Liedtexte. Auf der Rückseite sind Kinderbilder der Bandmitglieder zu sehen. Der ersten Auflage der Vinylausgabe war eine Schablone des Bandlogos Knochenadler beigelegt.

## Entstehung

Eintrittskarte Tour 1987

Mit einem Konzert am 29. März 1987 in der Wartburg in Wiesbaden begann die Konzertreise unter dem Motto Ein bunter Abend für eine schwarze Republik unter der Leitung von Jäki Eldorado. Sie führte über Hamburg, Baden-Baden, Bonn, Köln, das Bruchhausen-Festival in Bruchhausen-Vilsen nach Münster.
Am 14. und am 15. Juni 1987 gab die Band zwei Konzerte in München, welche zum Teil vom Bayerischen Rundfunk für die Sendung Live aus dem Alabama aufgenommen wurden. Sie spielten in Baindt, Bamberg, Bayreuth, Nürnberg, Frankfurt am Main, Höxter, Osnabrück, Haltern am See, beim Rock-im-Sportpark-Festival und dem Plattlin-Festival in Göttingen, in Mannheim und erneut in Bonn.
Nach der Veranstaltung beim Roskilde-Festival am 3. Juli 1987 in Dänemark brach sich Schlagzeuger Wolfgang Rohde ein Schlüsselbein an. Bis zum Ende der Tour vertrat ihn Jakob Keusen, der bereits 1985 vorübergehend dabei gewesen war. Die Konzertreise führte weiter nach Haltern, Oberhausen, Wuppertal, Düsseldorf und Deggendorf. Am 5. September 1987 spielte die Gruppe im Tempodrom in Berlin, am 12. September in Garching bei München beim Friedensfestival und am 15. September beim Olof-Palme-Friedensfestival im tschechoslowakischen Pilsen, wo man, nach einer ausgelassenen Feier mit den aus der DDR angereisten Fans, von der Polizei gezwungen wurde, das Land sofort zu verlassen. Die Tournee endete mit einem Weihnachtskonzert am 23. Dezember 1987 im Tor 3 in Düsseldorf.
Während der Konzertreise bestritten die Gruppe Stunde X aus Düsseldorf und die Londoner Band Blubbery Hellbellies das Vorprogramm. Teilweise traten auch Die Goldenen Zitronen als Gäste mit auf die Bühne.
Aufgenommen wurden die Konzerte durch das Mobile Tonstudio Dieter Dierks, die Abmischung und das endgültige Mastering für das Album Bis zum bitteren Ende erfolgte von Jon Caffery im Berliner Studio Preußenton.

## Ablauf, Ansagen und Titelliste
Der Titel des Albums geht auf das gleichnamige Lied zurück, welches 1983 auf dem Debütalbum Opel-Gang erstmals veröffentlicht wurde. Eine A-cappella-Version des Liedes wurde bereits für das Album Damenwahl im Jahr 1986 eingespielt. Live spielt die Band dieses einfache Trinklied, zumeist im Zugabenteil nach dem Call and Response–Prinzip mit dem Publikum.
Die Anordnung der Musiktitel auf dem Album orientiert sich an der Reihenfolge der Setliste, wie sie auf den meisten Konzerten der Tour gespielt wurde. Von der Ansage zu Beginn des Albums, gesprochen von Tourleiter Jäki Eldorado: „Liebe Punkrocker, das Warten hat sich gelohnt. Seid ihr alle gut drauf? Mögt ihr alle Limonade? Ist Purple Schulz das Größte für euch? Jungs, ihr seid auf dem komplett falschen Konzert. Das ist Punkrock. Das sind Die Toten Hosen aus Düsseldorf!“ geht es nahtlos über in Rock ’n’ Roll, eine Interpretation des Songs von Gary Glitter.
Mit Police on my Back, im Original von The Equals, ist eine weitere englischsprachige Coverversion auf dem Album vorhanden. Für Disco in Moskau wurde der Text des Songs von The Vibrators von Campino in die deutsche Sprache übertragen. Armee der Verlierer und Liebeslied waren zuvor als B-Seiten veröffentlicht worden. Der Musiktitel Jürgen Englers Party von der Debütsingle Wir sind bereit wurde in Die Rosen geben ’ne Party geändert, wobei mit den Gastgebern das Pseudonym Die Roten Rosen gemeint ist, unter dem Die Toten Hosen das Album Never Mind The Hosen – Here’s Die Roten Rosen im Jahr 1987 veröffentlicht hatten. Happy Metal Part I, Freitag der 13., Happy Metal Part 'II, Betrunken im Dienst und Happy Metal Part III sind als ein Medley zusammengefasst.
Viele Lieder werden von Campino angesagt, so zum Beispiel das Wort zum Sonntag:
„Es wird Zeit, dass Samstags abends die ganzen Priester und Pfarrer endlich mal abhauen und ein paar vernünftige Leute das Wort zum Sonntag sprechen lassen: Lemmy von Motörhead zum Beispiel oder natürlich Johnny Thunders. Das ist unsers!“ oder der Titel Schwarzwaldklinik:„Das Nächste ist von einem Krankenhaus, wo die Patienten die weißen Kittel anhaben, und man nennt es die Schwarzwaldklinik.“
Der Text des Liedes Schwarzwaldklinik, enthält einen spöttischen Seitenhieb auf Dieter Bohlen und Thomas Anders von Modern Talking:„Dieter und Thomas haben sich verbrannt, Im Bräunungsinstitut beim Sonnenbad.“

## Neuauflage 2007
Ende des Jahres 2007 wurde unter anderen das Album Bis zum bitteren Ende neu aufgelegt, alle Stücke remastert und ein komplett neues Booklet entworfen. Die CD enthält zusätzlich die Aufnahmen eines Konzerts, das die Band 1992 in Edinburgh gab und das live im Radio übertragen wurde.

### Zusatztitel
1. Blitzkrieg Bop – 2:18 (Cover von Ramones)
2. Opel-Gang – 1:27 (von Holst, Campino / Campino, von Holst, Meurer, Trimpop, Breitkopf)
3. Musterbeispiel – 2:56 (von Holst / Campino)
4. Whole Wide World – 3:16 (Cover von Wreckless Eric)
5. Liebeslied – 3:43 (Breitkopf / Campino)
6. Do Anything You Wanna Do – 3:36 (Cover von Eddie & the Hot Rods)
7. Carnival in Rio (Punk Was) – 3:06 (M: Campino, von Holst / T: Ronald Biggs)
8. All die ganzen Jahre – 3:58 (Campino)

## Rezension und Auszeichnungen
Bis zum bitteren Ende betrat am 4. Januar 1988 die deutschen Albumcharts, verweilte dort 20 Wochen und erreichte als Höchstdotierung zunächst Platz 23. Die österreichische Hitparade betrat es am 15. Februar 1988, blieb vier Wochen dort und erreichte als höchstes Platz 17. Nach einer erneuten Wiederauflage stieg das Album in der Chartwoche vom 2. Dezember 2022 nochmals für eine Woche in die deutschen Albumcharts ein und belegte dabei den zweiten Platz. Bis zum bitteren Ende musste sich dabei nur Puro amor von den Broilers geschlagen geben. Im Dezember 2022 erreichte das Album ebenfalls den zweiten Rang der deutschen Vinylcharts. Auch hier musste sich das Album lediglich Puro amor geschlagen geben. Am Ende des Jahres belegte Bis zum bitteren Ende Rang 13 der Vinyl-Jahrescharts. Das Album wurde für mehr als 500.000 Exemplare mit einer Platinschallplatte in Deutschland ausgezeichnet.
Hollow Skai betrachtet in seinem Buch über Die Toten Hosen aus dem Jahre 2007 das Album als das „wohl lebendigste Livealbum einer deutschen Band“, es lebe „vor allem von der guten Atmosphäre“ und präsentiere „Campino erstmals als charismatischen Entertainer.“ Der Rezensent von der Rheinischen Post ist der Meinung, dass das Album zeige, „was die frühen Hosen ausmacht“. Während des „Punkrock-Feuerwerks“ erlebe man „eine Band, die alles gibt“. „Authentischer“ ginge es nicht.
- Bertram Job: Bis zum Bitteren Ende … Die Toten Hosen erzählen ihre Geschichte. Kiepenheuer & Witsch, Köln 1996, ISBN 3-462-02532-5.
- Hollow Skai: Die Toten Hosen. Hannibal, A-Höfen 2007, ISBN 978-3-85445-281-2.
- Kai Jessen: Für immer Punk, Wilhelm Heyne Verlag, München 1997, ISBN 3-453-12889-3.
- Jan Weiler: Kinder, wie die Zeit vergeht… Die Toten Hosen erzählen – Jan Weiler hört zu 1982–2007. Begleitheft zur Neuauflage 2007, Folge 5: Bis zum bitteren Ende.
- Thees Uhlmann: Die Toten Hosen. Kiepenheuer & Witsch, Köln 2019, ISBN 978-3-462-05369-2. S. 132–157.